# Laetitia Vercken
Laetitia Vercken est une actrice française, née en 1984.

## Biographie
Laetitia Vercken a suivi le cours Florent de 2002 à 2006.

## Théâtre
- Depuis 2022 : Big Mother de Mélody Mourey, Théâtre des Béliers parisiens
- 2019 : Un amour propre de Pierre-François Dupont-Beurier, Théâtre de la Boussole
- 2019 : Cœur de papier de Julia Lederer, mise en scène Constance Labbé et Clotilde Daniault, festival Mises en capsules (soirée 1, capsule 1), Théâtre Lepic
- 2019 : La troupe à Palmade s'amuse avec Isabelle Nanty de Pierre Palmade, Théâtre de l'Œuvre
- 2018 : Road Trip, Funambule Montmartre
- 2018 : Les Mémoires de Paul Palandin de Grégory Corre, mise en scène Constance Carrelet et Christophe Canard, festival Mises en capsules, Ciné 13 théâtre
- 2017 : Le Miracle de Alexandra Chouraqui et Patxi Garat
- 2017 : Tout le monde peut se tromper de Carole Greep et Guillaume Labbé, Café de la Gare
- 2016 : Petits mensonges entre amis de Fabrice Tosoni, festival Off Avignon, Cinévox Théâtre
- 2016 : Meilleurs vœux de Carole Greep, Théâtre de la Contrescarpe puis tournée
- 2015 : Comment lui dire ? de Violaine Arsac, mise en scène Xavier Letourneur et Catherine Marchal, Mélo d'Amélie
- 2015 : Sous les jupes de Philippe Elno, mise en scène Marlène Noël, Mélo d'Amélie
- 2015 : Le petit restaurant de La troupe à Palmade, mise en scène Pierre Palmade, Comédie de Paris
- La Cruche cassée de Heinrich von Kleist, mise en scène Thomas Bouvet
- La Mort, le Moi, le Nœud, écriture et mise en scène Sotha
- Ghetto's Book, écriture et mise en scène Benoit Guibert
- 2008 : Plan social de Philippe Le Gall, mise en scène Philippe Manesse
- 2008 : Western Love, mise en scène Nicolas Tarrin
- 2008 : Les Bonnes de Jean Genet, mise en scène Henry-Anne Eustache
- 2007 : Les Enfants d'Edward Bond, mise en scène Jehanne Gascoin
- 2007 : La Ravissante Ronde de Werner Schwab, mise en scène Thomas Bouvet
- 2007 : Nous les héros de Jean-Luc Lagarce, mise en scène Vanessa de Winter
- Erreur de construction de Jean-Luc Lagarce, mise en scène Benjamin Bourgois
- 2007 : Jouer avec le feu d'August Strindberg, mise en scène Benjamin Bourgois et Aurélien Rondeau
- La Chaise d'Antiochus, écriture et mise en scène Benoit Guibert
- La Cerisaie d'Anton Tchekov, mise en scène Laurent Montel

## Filmographie

### Cinéma
- 2019 : Le Réseau Shelburn de Nicolas Guillou

#### Courts métrages
- 2006 : Juste pour commencer de Bertrand Degrémont
- 2007 : Parle-moi de Julien Dejean
- 2008 : Celle qui ne voulait plus se lever de Marie Girard
- 2009 : Sous ta Peau d'Arthur Colignon
- 2020 : Requiem de Pauline Bernard-Vernay et Augustin Hanicotte

### Télévision
- 2008 : Plus belle la vie : Léa Galfier (saisons 5 et 6)
- 2021 : Camping paradis : Manon (saison 12, épisode 1 : La fierté de mon père)
- 2022 : Désordres (série)
- 2023 : Besoin d'amour de Frédéric Hazan (série)
- 2024 : Livreur de Noël de Cécilia Rouaud : Mélanie
- 2024 : La Maman du bourreau de Gabriel Aghion : Caroline Le Fur

### Publicités
- Petit Bateau
- Xbox
- lesfurets.com
- Citroën ë-C4 électrique